# Нукутеатеа
Нукутеатеа (фр. Nukuteatea) — небольшой барьерный остров на севере лагуны острова Увеа (Уоллис) в Тихом океане. Входит в район Хикифо заморской общины Франции Уоллис и Футуна. Остров Нукутатеа занимает важное место в уоллисской мифологии и поверьях.

## География

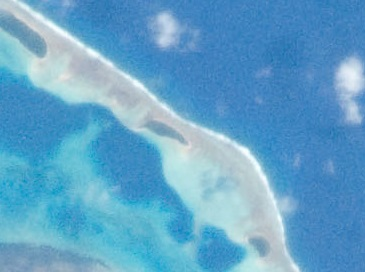
Нукутеатеа на барьерном рифе Уоллиса. Спутниковый снимок.

Остров Нукутеатеа находится на внешнем кольце атолла островов Уоллис. Ближайшие острова — Нукулоа на севере и Нукутапу на юге. Главный остров и самый большой остров архипелага Увеа находится в 2,4 км к юго-западу. Нукутеатеа немного изогнут и вытянут с северо-запада на юго-восток. На северо-западном конце есть узкая песчаная коса, простирающаяся примерно на 180 м.
Нукутеатеа довольно ровный и поросший растительностью. В северо-западной части есть небольшое возвышение. Вокруг острова есть песчаный пляж.

## Использование
Остров фактически необитаем, но на нём сооружено несколько домов и хижин, которые не заселены постоянно. На юго-востоке есть часовня Нукутеатеа, которую также можно увидеть с воздуха благодаря синей крыше.